# II. Hurmuz szászánida király
II. Hurmuz (? – 310 februárja) I. Narsak (ur.: 293–302) fia, a Szászánida Birodalom királya 302-310 között. Bár leverte a Szisztánban és Huzesztánban kitört felkeléseket, gyengekezű király volt, aki nem volt képes kordában tartani a nemességet. II. Hurmuzt vadászat közben a Banú Gasszán törzsbeliek ölték meg 310-ben.

## Fordítás
- Ez a szócikk részben vagy egészben  az   Imperio Sasánida című spanyol Wikipédia-szócikk fordításán alapul.  Az eredeti cikk szerkesztőit annak laptörténete sorolja fel. Ez a jelzés csupán a megfogalmazás eredetét és a szerzői jogokat jelzi, nem szolgál a cikkben szereplő információk forrásmegjelöléseként.